# Terry Farnsworth
Terence Allen „Terry” Farnsworth (ur. 27 sierpnia 1942 w Portland) – kanadyjski judoka. Olimpijczyk z Monachium 1972, gdzie zajął siódme miejsce w wadze półciężkiej.
Uczestnik mistrzostw świata w 1971 i 1973. Mistrz Kanady w 1972 i 1973 roku.

## Letnie Igrzyska Olimpijskie 1972
| Konkurencja | Eliminacje         | Eliminacje          | Eliminacje         | Repasaże                | Klas. końcowa |
| Konkurencja | Przeciwnik I       | Przeciwnik II       | 1/4                | Przeciwnik I            | Miejsce       |
| ----------- | ------------------ | ------------------- | ------------------ | ----------------------- | ------------- |
| 93 kg       | Imre Varga (HUN) Z | José Ibáñez (CUB) Z | Paul Barth (FRG) P | Helmut Howiller (GDR) P | 7.            |